# Boletus subalpinus
Boletus subalpinus är en svampart som beskrevs av Trappe & Thiers 1969. Boletus subalpinus ingår i släktet Boletus och familjen Boletaceae.   Inga underarter finns listade i Catalogue of Life.
Denna svamp förekommer i bergstrakter i västra USA. Den hittas i skogar med träd av ädelgranssläktet, särskild coloradogran och praktgran. Mellan dessa organismer sker symbiosen ektomykorrhiza.
För beståndet är inga hot kända. Hela populationen anses vara stabil. IUCN listar arten som livskraftig (LC).